# Kráku-karl
Kráku-karl (nórdico antiguo: hombre cuervo) es un personaje intrigante que aparece en el manuscrito Morkinskinna, como un bóndi del siglo XI que tenía el atributo de comunicarse con los pájaros.
El rey Olav Kyrre al principìo no se cree la habilidad de Kráku-karl de hablar con tres cuervos que revolotean a su alrededor. Un día que se encuentra navegando le llama la atención una casa en la ribera y pregunta por el propietario. Cuando descubre que es el Kráku-karl ordena a sus hombres que decapiten al caballo del Kráku-karl, sin derramar ni una gota de sangre y sin que el dueño lo sepa y que lo traigan a su presencia. Kráku-karl es un hombre de conversación agradable, elocuente y con gran conocimiento en muchos temas; los cuervos que se comunican con él parecen bien informados de los asuntos del mundo. Contra el pronóstico real, Kráku-karl descubre la verdad y traduce lo que las aves comparten con el bóndi, que su caballo ha muerto y ha sido decapitado por los hombres del rey.
Desde el punto de vista literario, el paralelismo de Kráku-karl y el mismo Óðinn es innegable. El bóndi traduce al rey lo que los cuervos dicen y lo recita poéticamente, no en prosa, una de las formas retóricas que usa el dios nórdico en otras sagas islandesas.